# Phylidorea (Paraphylidorea) fulvonervosa
Phylidorea (Paraphylidorea) fulvonervosa is een tweevleugelige uit de familie steltmuggen (Limoniidae). De soort komt voor in het Palearctisch gebied.